# Jean Biondi
Jean Dominique Biondi (Sari d'Orcino, 9 maggio 1909 – Groslay, 10 novembre 1950) è stato un politico francese.

## Biografia
Nacque in Corsica nel villaggio di Sari d'Orcino. Studiò ad Ajaccio e a Parigi ed insegnò nel Liceo Condorcet nel IX arrondissement di Parigi.
Aderì al Partito Socialista detto Sezione Francese dell'Internazionale Operaia (SFIO) divenendo uno degli editori del giornale Cri populaire de l'Oise.
Fu eletto sindaco del comune di Creil nel 1935. Entrò l'anno seguente alla camera dei deputati francese eletto per il dipartimento dell'Oise. Nel 1937 venne nominato membro del comitato del giornale ufficiale dello SFIO, Le Populaire.
Nel luglio del 1940 fu uno degli ottanta che votarono contro il Conferimento dei pieni poteri a Philippe Pétain e contro la creazione del Governo di Vichy. Come conseguenza, nel 1941, Jean Biondi venne destituito da sindaco di Creil. Lo stesso anno si unì al Comité d'action socialiste che era la versione clandestina dello SFIO.
Fu arrestato nel 1942 ma, subito rilasciato, si unì alla Resistenza francese nel movimento denominato Brutus Network. Arrestato una seconda volta venne detenuto nella Prigione di Fresnes, torturato e deportato nel Campo di concentramento di Mauthausen-Gusen e da qui trasferito nel Campo di concentramento di Ebensee.Finita la Seconda guerra mondiale, Biondi ritornò in Francia dove venne premiato con la Médaille de la Résistance e con la Croix de guerre. Fu fatto inoltre cavaliere della Legion d'onore.
In seguito venne eletto nell'Assemblea Nazionale di Francia. Fu sottosegretario al Ministero dell'interno nel terzo governo di Léon Blum (1946-1947). Successivamente, dal 1947 al 1950, ricoprì il ruolo di segretario di stato sotto vari primi ministri.
Morì nel 1950 in un incidente d'auto vicino a Groslay.